# Robert Heffron
Pour les articles homonymes, voir Heffron.
Robert James (Bob) Heffron (10 septembre 1890 - 27 juillet 1978) a été parlementaire de l'État de Nouvelle-Galles du Sud. Ce parlementaire est resté en exercice le plus longtemps parmi les parlementaires de Nouvelle-Galles du Sud. Il a été le 30e premier ministre de Nouvelle-Galles du Sud du 28 octobre 1959 au 30 avril 1964.

## Jeunesse
"Bob" Heffron (nom sous lequel il est largement connu) est né à Thames, en Nouvelle-Zélande et a quitté l'école à 15 ans pour travailler dans une usine de traitement de l'or tandis qu'il suivait des cours du soir de métallurgie à l'école des mines. À 19 ans, il alla en Californie pour travailler puis au Yukon pour chercher, en vain, de l'or, il est retourné en Nouvelle-Zélande en 1912. Il a rejoint le Parti socialiste de Nouvelle-Zélande en 1913 et est devenu un permanent syndical. Il épousa Jessie Bjornstad en 1917 et ils déménagèrent à Melbourne pour éviter le service militaire. Il déménagea à Sydney en 1921 pour devenir secrétaire d'une section syndicale de la marine. 

## Carrière politique
En 1927, Heffron postula, pour le parti travailliste dirigé par Jack Lang et sans succès, au poste de député de "Botanic" contre Thomas Mutch, qui s'était séparé de Jack Lang. Il remporta le siège en 1930 et le garda jusqu'en 1950 où il fut alors élu député de Maroubra jusqu'en 1968. En 1936, il commença à lutter contre Lang et lui-même et ses partisans furent expulsés du parti en août 1936. Ils formèrent alors l'Industrial Labor Party, connu surtout comme le Parti travailliste Heffron. En 1939, l'ILP a été réadmis au parti travailliste, sous la pression de l'exécutif fédéral du parti, et Heffron, William McKell et Lang s'affrontèrent pour prendre la direction du parti réunifié. Ce fut McKell qui gagna. 
Une fois que le Parti travailliste eut réussi à surmonter ses divisions et soit revenu au pouvoir en 1941, Heffron devint ministre. Dans la série des gouvernements travaillistes qui ont gouverné la Nouvelle-Galles du Sud sans interruption de 1941 à 1965, Heffron a toujours occupé une place de choix. Ses principaux portefeuilles ont été ceux des services d'urgence (1941-44) et, surtout, de l'éducation (1944-52, 1953-59); en 1946, il publia un livre sur la politique de l'éducation appelé "Tomorrow is Theirs" ("Demain est à eux"). 
Il tenta en vain d'obtenir la direction du parti au départ à la retraite de William McKell en 1947 (alors que McKell espérait qu'Heffron lui succéderait), puis au départ de James McGirr en 1952. Enfin, lorsque Joseph Cahill est mort à son poste en octobre 1959, Heffron fut élu premier ministre à l'unanimité. 
À ce moment-là, les meilleurs jours d'Heffron étaient derrière lui, son arrivée au pouvoir a coïncidé avec l'importance politique croissante de la télévision, où sa rhétorique ancienne et son style oratoire, aiguisés sur estrades publiques quarante ans auparavant, ont rarement tourné à son avantage. Selon le futur premier ministre Bob Carr (qui lui succéda comme député de Maroubra), le toujours-amer Lang qualifia Heffron de "M. Magoo". Avec Robert Askin les libéraux de Nouvelle-Galles du Sud avaient, pour la première fois, un leader sûr de lui, coriace et photogénique compétent - à la différence de Heffron - pour des débats à la télévision. Heffron prit sa retraite à l'arrière-ban du parlement en 1964, son successeur comme premier ministre étant Jack Renshaw. 
Heffron est décédé à Kirribilli, dans la banlieue de Sydney en 1978, à l'âge de 87 ans. 